# Connochaetes
Connochaetes es un género de mamíferos artiodáctilos de la subfamilia Alcelaphinae conocidos comúnmente como ñus o ñúes. Son antílopes de África que incluyen al ñu negro (Connochaetes gnou) y al ñu azul (Connochaetes taurinus) como sus únicas especies. El género pertenece a la familia de los bóvidos.
Los registros fósiles sugieren que estas dos especies divergieron hace aproximadamente un millón de años, dando lugar a una especie septentrional y otra meridional. El ñu azul permaneció en su área de distribución original y cambió muy poco respecto a la especie ancestral, mientras que el ñu negro cambió más, como adaptación a su hábitat de praderas abiertas en el sur. Las diferencias más evidentes entre ambas especies son la coloración y la orientación de los cuernos.
En África Oriental el ñu azul es la especie de Caza mayor más abundante; algunas poblaciones realizan una migración anual a nuevas zonas de pastoreo, pero el ñu negro es totalmente nómada. La reproducción de ambos tiene lugar en un corto periodo de tiempo, al final de la estación de lluvias, y las crías pronto están activas y son capaces de desplazarse con la manada, hecho necesario para su supervivencia. No obstante, algunos son presa de grandes carnívoros, especialmente la hiena manchada.
Los ñus suelen pastar en manadas mixtas con cebras, lo que les permite estar más alerta ante posibles depredadores. También están atentos a las señales de advertencia emitidas por otros animales, como los babuinos. Los ñus son una atracción turística, pero compiten con el ganado doméstico por los pastos y, en ocasiones, los granjeros los culpan de transmitir enfermedades y parásitos a su ganado. Se práctica la caza ilegal, pero la tendencia de la población es bastante estable. También se pueden encontrar ñus en parques nacionales o en terrenos privados. La Unión Internacional para la Conservación de la Naturaleza clasifica ambos tipos de ñu como especie bajo preocupación menor.

## Etimología
El nombre científico de este animal, Connochaetes, proviene de las palabras griegas κόννος, kónnos, barba, y χαίτη|, jaítē, "cabello suelto", (al modo de la melena del león). 
El nombre ñu, o gnu en la transcripción de otras lenguas, parece originado en t'gnu el nombre joisán de estos animales o de !nu, la forma san del mismo nombre.

## Morfología
Los ñus tienen un aspecto desgarbado que recuerda a un extraño cruce entre vaquilla y antílope, con crines largas y desgreñadas y cola empenachada de caballo. Poseen largas barbas que cuelgan a lo largo de todo el cuello desde la barbilla hasta el pecho, y patas muy largas de pezuñas afiladas. Se cuentan entre los herbívoros que mejor prosperan en África y forman los rebaños más numerosos de la Tierra. En el parque nacional Serengueti, en Tanzania, más de un millón de estos ejemplares migran con los cambios de estaciones en busca de hierba fresca. 
Su evidente parecido con el ganado vacuno le da su nombre neerlandés de "wildebeest", que podría traducirse por "ganado salvaje".

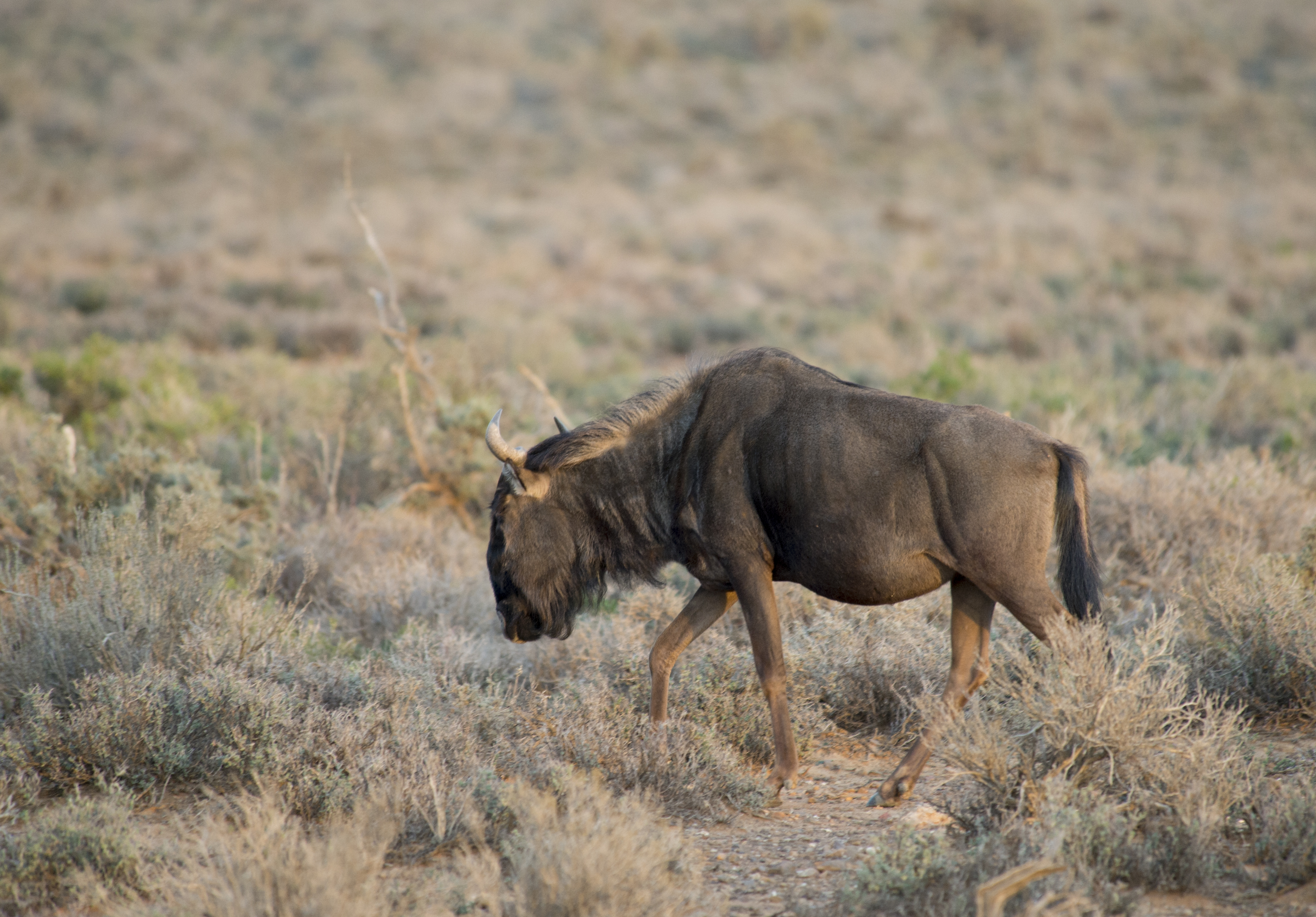
Ñu en Sudáfrica en la reserva Inverdoorn.

Las hembras alumbran al principio de la estación de las lluvias y las crías pueden correr a los pocos minutos de nacer; durante su juventud, los ñus son incluso más rápidos en la carrera que sus adultos, pudiendo alcanzar los 80 km/h y los más viejos alcanzan los 60 km/h.
Los ñúes azules tienen unos músculos locomotores de los más eficientes en términos de energía utilizada para trabajo mecánico y desperdiciada como calor, ya que el 62.6 % de energía se convierte en movimiento y lo restante en calor. Pueden recorrer hasta 80 km de forma seguida en 5 días sin beber agua, con temperaturas promedio de 38 C° en horas pico del día.

## Comportamiento

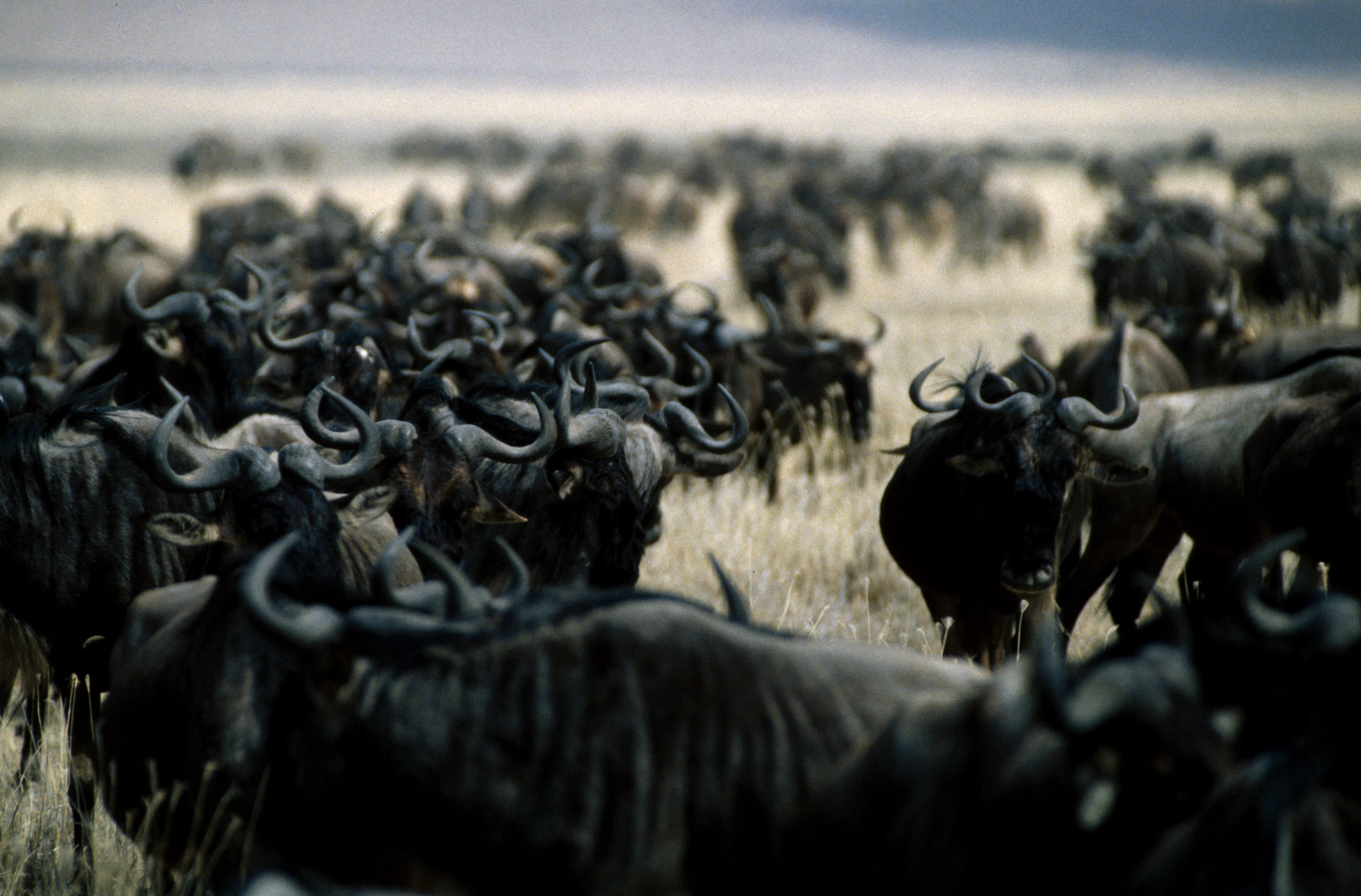
Manada de ñus azules.

### Interacciones con no depredadores
Los ñus son antílopes sociales que se reúnen en grupos familiares de hembras con sus crías y jóvenes, mientras que los machos adultos se reúnen en grupos aparte. No obstante, esos pequeños grupos tienden a asociarse entre sí y con los de otras especies de ungulados de la sabana, como cebras y gacelas de Thomson, de forma que se producen grandes aglomeraciones de individuos. En contra de lo que pueda parecer, no se produce rivalidad por la comida entre las diferentes especies, ya que las cebras prefieren las hierbas altas y fibrosas, las gacelas prefieren las cortas y secas, y los ñus las que se encuentran en un término medio.  Las cebras y los ñus se agrupan en entornos abiertos de sabana con altas probabilidades de depredación. Esta estrategia de agrupación reduce el riesgo de depredación porque los grupos más grandes disminuyen la posibilidad de que cada individuo sea cazado, y los depredadores son más fáciles de ver en zonas abiertas.
Los ñus se aprovechan de la vista de las gacelas y el olfato de las cebras para descubrir a los depredadores.
Los ñus también pueden escuchar las llamadas de alarma de otras especies y reducir así el riesgo de depredación. Un estudio demostró que, junto con otros ungulados, los ñus respondían con mayor intensidad a las llamadas de alarma de los babuinos en comparación con las llamadas de competición de los babuinos, aunque ambos tipos de llamadas tenían patrones, amplitudes y duraciones similares. Las llamadas de alarma eran una respuesta de los babuinos a los leones, y las llamadas de competición se registraban cuando se producía una disputa entre dos machos.
La presencia estacional de miles de ñus migratorios reduce la depredación local de los leones sobre las crías de jirafa, lo que se traduce en una mayor supervivencia de las jirafas.
Los ñus compiten con el ganado doméstico por los pastos y a veces los granjeros los culpan de transmitir enfermedades y parásitos a su ganado.

### Época de celo
Durante la época de celo, que coincide con la época de las grandes migraciones, los machos adultos mantienen parcelas de terreno en donde intentan mantener a un grupo de hembras con las que aparearse. Esto los obliga a estar en constante movimiento para poder reunirlas y agruparlas, y al mismo tiempo defenderlas de otros machos que buscan una hembra de la que apropiarse. El constante trasiego de individuos ayuda a evitar la consanguinidad y a seleccionar a los ejemplares más fuertes y resistentes para la reproducción.

### Depredadores
Los ñus son presa de muchos carnívoros como licaones, guepardos, leopardos, leones, hienas y  cocodrilos. Estos últimos suelen ser los depredadores más comunes de los adultos. Sus crías son presa, por lo general, de chacales y  servales. Tanto machos como hembras están armados con peligrosos cuernos ganchudos, pero no suelen emplearlos para defenderse, prefiriendo la huida a la carrera para escapar de sus cazadores.

## Distribución y hábitat
El ñu habita las llanuras y los bosques abiertos de las zonas de África situadas al sur del Sáhara. El ñu negro es autóctono de las zonas más meridionales del continente. Su área de distribución histórica incluía Sudáfrica, Eswatini y Lesoto, pero en estos dos últimos países fue cazado hasta su extinción en el siglo XIX. Ahora se ha reintroducido en ellos y también en Namibia, donde se ha establecido bien.Habita en llanuras abiertas, pastizales y en la meseta semidesértica de Karoo, tanto en regiones montañosas escarpadas como en colinas onduladas más bajas, a altitudes que varían entre 1,350 and 2,150 m.En el pasado habitaba las praderas templadas del highveld durante la estación seca de invierno y la árida región de Karoo durante las lluvias. Sin embargo, como resultado de la caza generalizada, el ñu negro ya no ocupa su área de distribución histórica ni realiza migraciones, y ahora se limita en gran medida a granjas de caza y reservas protegidas.
El ñu azul es originario de África oriental y meridional. Su área de distribución se extiende por Kenia, Tanzania, Botsuana, Zambia, Zimbabue, Mozambique, Sudáfrica, Eswatini y Angola. Ya no se encuentra en Malaui, pero se ha reintroducido con éxito en Namibia. Los ñus azules se encuentran principalmente en llanuras de hierba corta que bordean sabanas de acacias cubiertas de arbustos, prosperando en zonas que no son ni demasiado húmedas ni demasiado secas. Pueden encontrarse en hábitats que varían desde zonas sobrepastoreadas con arbustos densos hasta llanuras aluviales boscosas abiertas.En África oriental, el ñu azul es la especie de animal de caza de gran tamaño más abundante, tanto en población como en biomasa. Es una característica notable del Parque nacional Serengueti en Tanzania, la Reserva Nacional Maasai Mara en Kenia y el Parque Nacional de la Llanura de Liuwa en Zambia.

### Migración
No todos los ñus son migratorios. Las manadas de ñus negros suelen ser nómadas o pueden tener un territorio habitual de 1 km² (0,4 mi²). Los ñus pueden ocupar territorios, normalmente separados por unos 100 a 400 m (100 a 400 yd), pero este espaciamiento varía en función de la calidad del hábitat. En condiciones favorables, pueden estar tan cerca como 9 m (29,5 pies), o tan separados como 1600 m (5249,3 pies) en un hábitat pobre. Las manadas de hembras tienen áreas de campeo de unos 250 acres (101,2 ha; 0,4 mi²) tamaños. Las manadas de machos solteros no territoriales vagan a su antojo y no parecen tener ninguna restricción sobre dónde vagan.
Los ñus azules tienen poblaciones tanto migratorias como sedentarias. En el Ngorongoro la mayoría de los animales son sedentarios y los machos mantienen una red de territorios durante todo el año, aunque la reproducción es de carácter estacional. Las hembras y los jóvenes forman grupos de unos 10 individuos o se unen en agregaciones mayores, y los machos no territoriales forman grupos de solteros. En los ecosistemas Serengeti y Tarangire, las poblaciones son mayoritariamente migratorias, con manadas compuestas por ambos sexos que se desplazan con frecuencia, pero también existen subpoblaciones residentes.   Durante la época de celo los machos pueden formar territorios temporales durante unas horas o un día más o menos, e intentar reunir a unas cuantas hembras con las que aparearse, pero pronto tienen que marcharse, a menudo adelantándose para establecer otro territorio temporal.
En la reserva de caza Maasai Mara, una población no migratoria de ñus azules había disminuido de unos 119.000 animales en 1977 a unos 22.000 en 1997. Se cree que la razón de este descenso es la creciente competencia entre el ganado y los ñus por una superficie cada vez menor de pastizales como consecuencia de los cambios en las prácticas agrícolas y, posiblemente, de las fluctuaciones en las precipitaciones.
Cada año algunas poblaciones de ñus azules de África Oriental realizan una migración de larga distancia, aparentemente programada para coincidir con el patrón anual de precipitaciones y crecimiento de la hierba. El calendario de sus migraciones, tanto en la estación lluviosa como en la seca, puede variar considerablemente (en meses) de un año a otro. Al final de la estación húmeda (mayo o junio en África oriental), los ñus migran a zonas de estación seca en respuesta a la falta de agua superficial (potable). Cuando vuelve la estación lluviosa (meses más tarde), los animales regresan rápidamente a las zonas de la estación húmeda. Entre los factores que se sospecha que afectan a la migración figuran la abundancia de alimentos, la disponibilidad de agua superficial, los depredadores y el contenido de fósforo en los pastos. El fósforo es un elemento crucial para todas las formas de vida, en particular para las hembras de bóvido lactantes. Como resultado, durante la estación lluviosa, los ñus seleccionan zonas de pastoreo que contienen niveles de fósforo particularmente altos.Un estudio descubrió que, además del fósforo, los ñus seleccionan zonas de pastoreo que contienen hierba con un contenido de nitrógeno relativamente alto.
La fotografía aérea ha revelado que se produce un nivel de organización en el movimiento de la manada que no puede ser evidente para cada animal individual; por ejemplo, la manada migratoria muestra un frente ondulado, y esto sugiere que se está produciendo cierto grado de toma de decisiones local.  Aunque tienen la apariencia de un frenesí, investigaciones recientes han demostrado que una manada de ñus posee lo que se conoce como una «inteligencia de enjambre», por la que los animales exploran y superan el obstáculo sistemáticamente como uno solo. 

## Especies

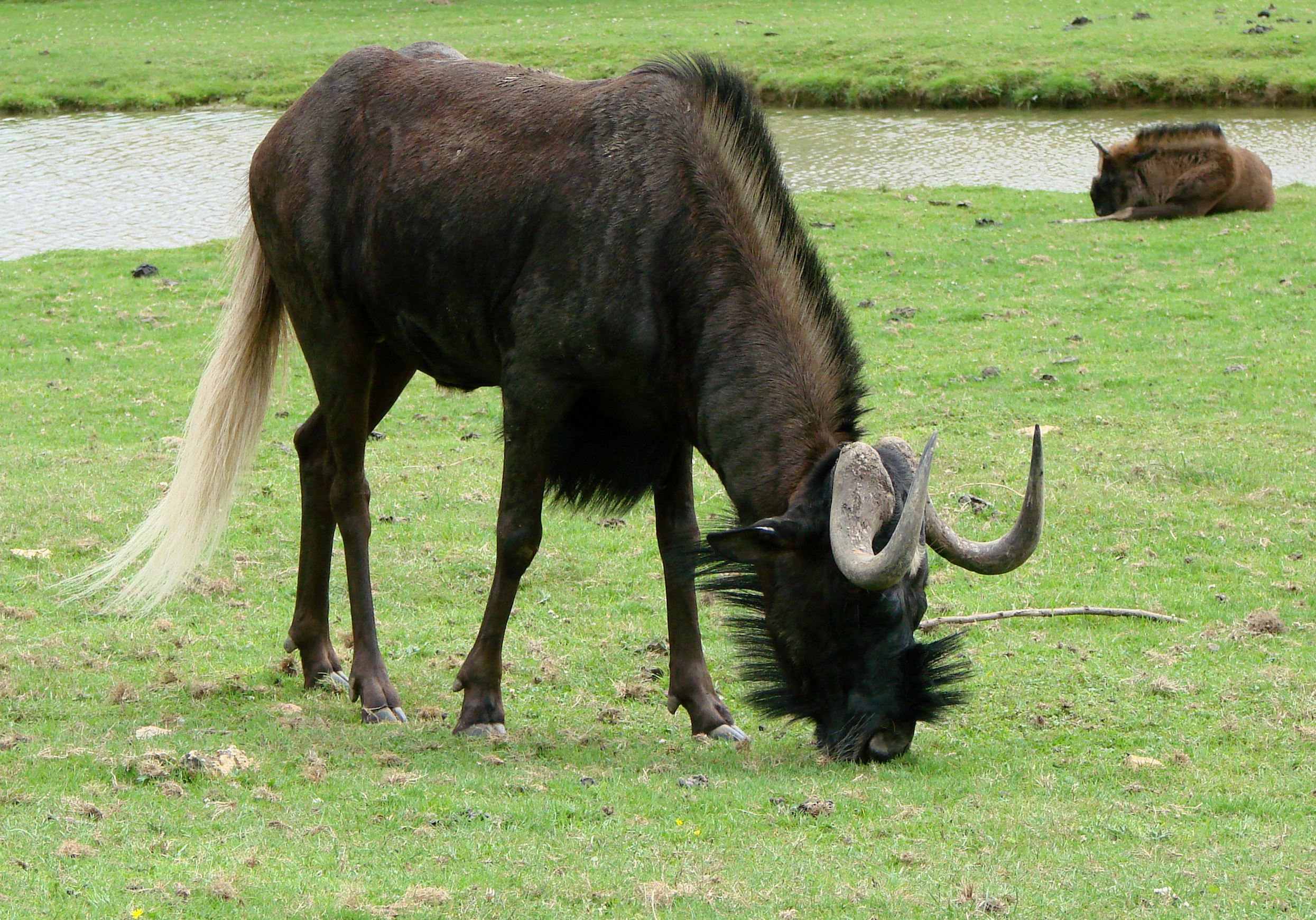
Ñu negro o de cola blanca.

Se han descrito las siguientes especies:
- Connochaetes gnou (ñu negro o de cola blanca)
- Connochaetes taurinus (ñu azul)

Ambas especies son realmente abundantes, pero el ñu negro o de cola blanca, de color oscuro, crines erectas y cola cubierta de crines blancas, ha estado a punto de compartir el mismo final que otros muchos ungulados oriundos de Sudáfrica, y su número es bastante menor al de sus parientes norteños; si la especie se ha preservado ha sido gracias a la acción de granjas privadas que los han mantenido cautivos.

## El ñu en la cultura popular
En las ruinas de la antigua Hieracómpolis, en Egipto, se ha hallado una loseta con un animal tallado similar al ñu, que podría fecharse a 3000 años a. C.
El ñu es el animal simbólico o mascota del Proyecto GNU (pronunciación similar a ñu, en español).